# Escuelas Públicas de Paterson
Las Escuelas Públicas de Paterson (Paterson Public Schools, PPS) es un distrito escolar de Nueva Jersey. Tiene su sede en Paterson. A partir de 2015 Dr. Donnie W. Evans es el superintendente actual.